# Centro cultural canadiense japonés
El centro cultural canadiense japonés (inglés: Japanese Canadian Cultural Centre o JCCC, japonés: 日系文化会館 Nikkei Bunka Kaikan) es un centro cultural japonés ubicado en el barrio Don Mills, de Toronto, Ontario, Canadá, en el lado oeste de la avenida Don Valley, al norte de Eglinton Avenue.

## Historia
El edificio original fue diseñado y construido en 1963 por el arquitecto Raymond Moriyama canadiense, era su primer proyecto institucional. La ubicación y el diseño del edificio fue cuidadosamente planeado para apoyar y honrar el lugar de los japoneses residentes en Canadá. Mientras que los materiales de construcción son muy modernos, las proporciones de la construcción, jardinería, y los detalles son de tradición japonés.
El edificio también tenía elementos diseñados para hacer un paralelo con las experiencias de los canadienses encarcelados durante la Segunda Guerra Mundial: los pisos y las ventanas en el salón principal tienen una reminiscencia enrejada de barras, y el agua de lluvia se dirige desde el tejado con cadenas atadas a piedras.
Con el tiempo el edificio ya no era lo suficientemente grande, y el costo estimado de una adición era prohibitivo. Fue comprada en 2001 por la familia Lakhani, fue rediseñado en 2003 por el entonces Moriyama, y se ha convertido en el Centro Cultural Noor.